# Starorzecze

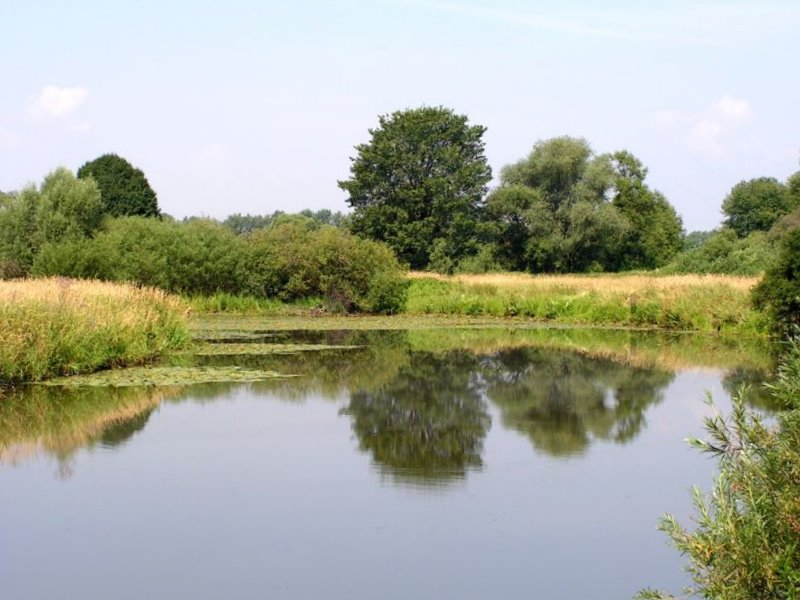
Starorzecze Wisły w okolicach Brzeszcz

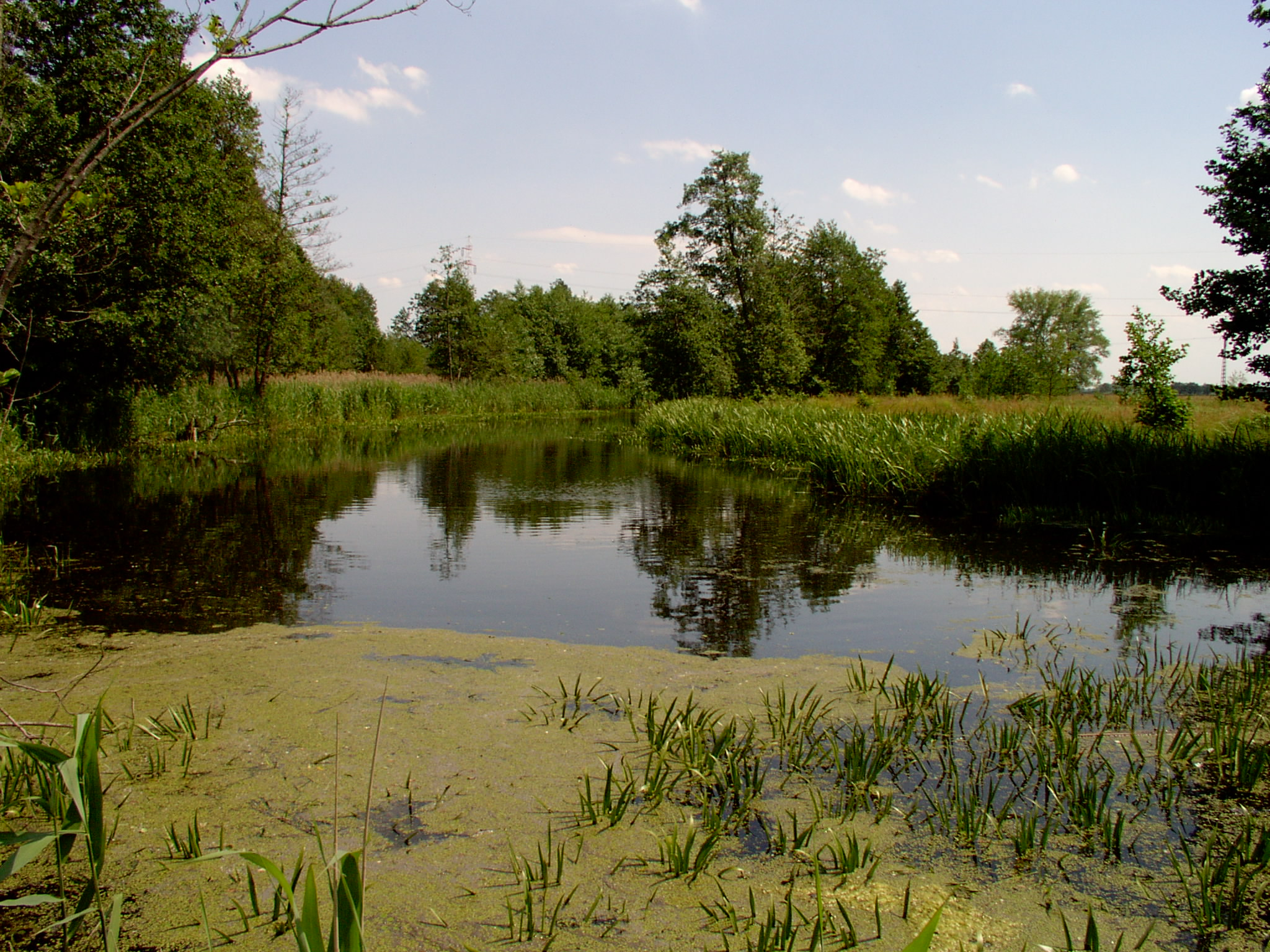
Starorzecze Narwi w okolicach Drozdowa

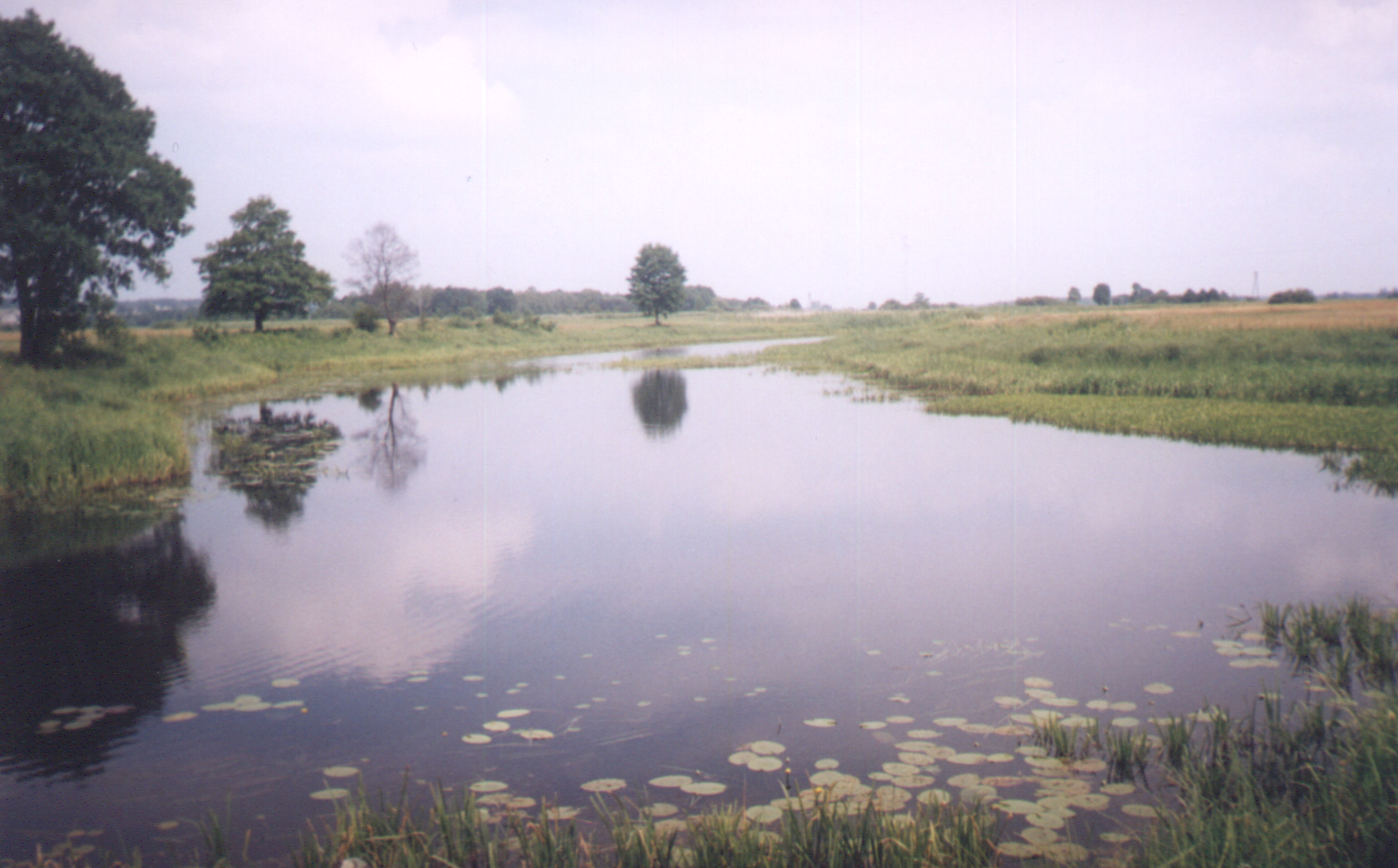
Starorzecze w dolinie rzeki Narew (tak zwane jezioro Nieciecz), okolice Drozdowa

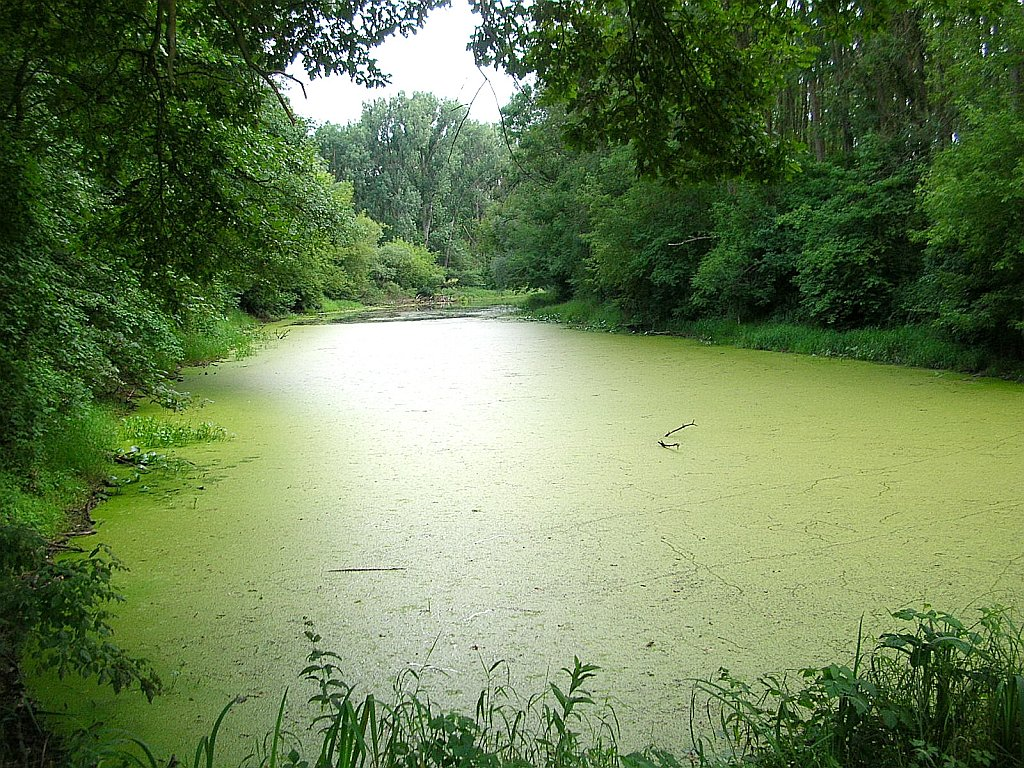
Starorzecze Wisły w rezerwacie Wielka Kępa Ostromecka k. Bydgoszczy

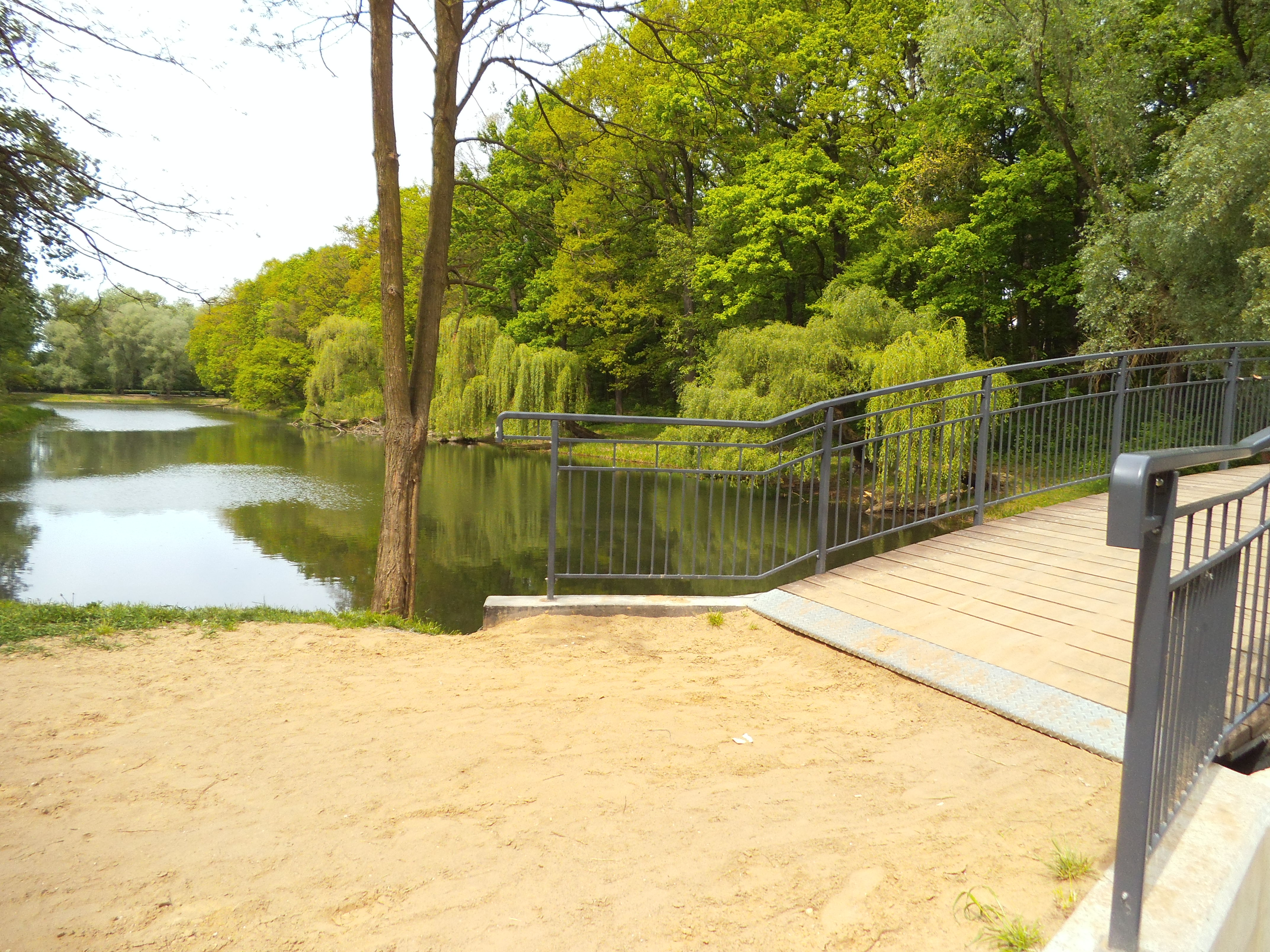
Starorzecze Wisły na terenie Parku Miejskiego w Toruniu

Starorzecze (jezioro przyrzeczne) – jezioro leżące na dnie doliny rzecznej, będące fragmentem jej byłego koryta i odcięte wałem przykorytowym od obecnego nurtu. Ma ono zwykle sierpowaty kształt.
Starorzecza powstają najczęściej w dolinach rzek meandrujących poprzez odcięcie szyi meandru. Ulegają one jednak szybkiemu zanikowi przez zamulanie i zasypywanie osadami z wezbrań rzeki oraz przez rozrost roślinności. Ostatecznie może pozostać błotniste zagłębienie zawierające torf.
W przyrodzie nie ma ani jednego naturalnego koryta rzecznego, które miałoby prostolinijny przebieg na całej długości rzeki. Każdy ciek tworzy zakola i meandry. Raz wytrącona z prostolinijnego biegu woda podlega sile odśrodkowej w tym kierunku, w którym przemieszcza się nurt rzeki. Procesy związane ze zmianami koryt rzecznych wywołane są procesami erozji rzecznej. Ich działalność polega na pogłębianiu i poszerzaniu koryta.
Charakterystycznym elementem środowiska w rozwoju każdej rzeki są pozostałości po jej dawnym korycie, czyli tzw. starorzecza. Powstają one w sposób naturalny, jak i dzięki regulacjom prowadzonym na rzekach. Warunki powstania starorzeczy są ściśle powiązane z procesami erozji. Przewaga erozji bocznej nad erozją denną na danym odcinku rzeki powoduje odcięcie meandrów, tworząc zbiorniki zwane starorzeczami. Nieregulowana rzeka płynie po terenie płaskim wieloma odnogami w sposób bardzo kręty, tworząc głębokie pętle – zakola; brzeg wklęsły jest rozmywany, wypukły – namywany (odkładanie rumowiska), wysokie wody skracają sobie drogę – kształtują nowe, prostsze koryta, pozostawiając częściowo, a czasem całkowicie odcięte starorzecze. Istotny wpływ na kształtowanie się starorzeczy mają takie czynniki jak: budowa geologiczna, budowa hydrologiczna rzeki, a także parametry geomorfometryczne i glebowe oraz zagospodarowanie zlewni.
Starorzecza, które powstały naturalnie często nie mają stałego połączenia z rzeką i zwane są jeziorami rzecznymi. Są one przeważnie niewielkimi i płytkimi akwenami, dzięki czemu szybko ulegają procesowi sukcesji, zarastają roślinnością i zanikają.
Starorzecza powstające na skutek działalności hydrotechnicznej w czasie prostowania koryt rzecznych z reguły są połączone z jednej strony z wodami rzeki. Połączenie to bierze udział w wymianie wody między zbiornikiem a rzeką. Meandry odcięte antropogenicznie od rzeki i starorzecza przekształcone w wyniku prac regulacyjnych noszą nazwę zbiorników poregulacyjnych.
Starorzecza tworzą całkiem odmienny typ biotopu wodnego w porównaniu z korytem rzeki. Przez większość roku są to zbiorniki nieprzepływowe o niewielkiej wymianie wód z wyjątkiem wezbrań powodziowych, mają znacznie bardziej przejrzystą toń na skutek sedymentacji drobnej zawiesiny pomimo zazwyczaj wysokiej trofii ich wód. Wody starorzeczy są też wyraźnie cieplejsze od wody korytowej. Te czynniki powodują, że w starorzeczach bardzo szybko rozwijają się zbiorowiska roślinności wodnej i higrofilnej wód stojących (co często doprowadza do szybkiego procesu ich wypłycania), w tym jeśli chodzi o bentos – zespoły pelofilne. Mogą one też stanowić role schronień dla różnych organizmów, w tym ryb chcących odpocząć w spokojniejszej wodzie, planktonu preferującego spokojniejszy nurt, rolę bogatych żerowisk, wylęgarni i odchowalni wielu organizmów, w tym wielu ryb, głównie fitofilnych, zasilają też w pokarm (wynoszony z nich przez wodę) główny nurt rzeki.
Ogólnie środowisko starorzeczy wzbogaca wachlarz warunków, a więc i różnorodność, a także bogactwo życiowe rzeki. Po wielkich wodach, gdy główny nurt może być prawie pozbawiony organizmów, środowiska te dostarczają ich rzece i umożliwiają szybkie odradzanie się biocenoz.
Sukcesyjnemu wypłycaniu starorzeczy w sposób naturalny może zapobiegać ich przepłukanie i wyniesienie osadu dennego przez wody powodziowe. Największe zagrożenie dla zachowania starorzeczy i ich biocenoz stanowią obwałowanie i ich regulacja. W wyniku działalności człowieka większość dolin rzecznych przestała pełnić naturalne funkcje w środowisku. Regulacja rzek w większości przypadków wiązała się z przebudową koryta rzeki, polegającą na wyprostowaniu, a tym samym skróceniu jej biegu oraz na pogłębieniu koryta. W przekształconych dolinach zahamowana zostaje dynamika naturalnych procesów fluwialnych związanych z regularnymi zalewami przez tzw. wielkie wody, które mogłyby "odświeżyć" starorzecza położone na zawalu oraz powstrzymać procesy ich zamulania. Te nieduże zbiorniki wodne często są traktowane jako odbieralniki różnego rodzaju zanieczyszczeń lub wręcz jako wysypiska śmieci. Dlatego wiele z nich wymaga renaturyzacji.
W celu biologicznej aktywacji starorzeczy należy podjąć działania techniczne – wykopy, poszerzenia i pogłębienia fragmentów starorzeczy, a także florystyczne – nasadzenia roślinności, stworzenie ekotonowych stref buforowych w celu zmniejszenia zasilania starorzeczy biogenami spływającymi ze zlewni. Zabudowa rzeki i jej doliny, w której wykorzystuje się różnego rodzaju roślin powinna być stosowana w celach: ochrony koryta przed erozją, umocnienia skarp, regulowania kierunków i rozkładu przepływów na terenach zalewowych. Roślinność przybrzeżna ma także zdolność kumulowania i w czasie suszy powolnego oddawania wody ze swoich systemów korzeniowych. Należy rozważyć zorganizowaną gospodarkę rybacką, a ograniczyć intensywną presję kłusowniczą.
Pracami renaturyzacyjnymi powinny zostać objęte przede wszystkim starorzecza położone najbliżej rzeki oraz te, których stan jest jeszcze gwarancją na ożywienie i przywrócenie witalności.